# Nemesia hesperides
Espèce
Nemesia hesperides est une espèce d'araignées mygalomorphes de la famille des Nemesiidae.

## Distribution
Cette espèce est endémique de Castille-La Manche en Espagne,. Elle se rencontre vers Albalate de Zorita.

## Description
Le mâle holotype mesure 14,55 mm, les mâles mesurent de 11,84 à 14,55 mm et les femelles de 15,96 à 20,97 mm.

## Systématique et taxinomie
Cette espèce a été décrite par Pertegal et Pinilla Rosa en 2023.

## Étymologie
Son nom d'espèce lui a été donné en référence aux Hespérides.

## Publication originale
- Pertegal & Pinilla Rosa, 2023 : «  Una nueva araña trampera, Nemesia hesperides sp. nov. (Araneae: Mygalomorphae: Nemesiidae), de un jardín doméstico. » Graellsia, vol. 79, no 2, e202, p. 1-12.